# Курт Валдхайм
Курт Валдхайм (на немски: Kurt Waldheim; р. 21 декември 1918 г., Санкт Андре-Вьордерн, Австрия, п. 14 юни 2007 г., Виена, Австрия) е австрийски политик - външен министър (1968 - 1970) и президент (1986 - 1992) и генерален секретар на Организацията на обединените нации (1972-1981).
През 1986 година избухва сензационно „скандалът Валдхайм“. В публикувана през 1985 година автобиография, Валдхайм твърди, че през 1944 година е освободен от служба на фронта, жени се и през останалото време на Втората световна война довършва следването си във Виенския университет. По-късно документи и свидетели показват, че военната му служба продължава до 1945 година, въпреки че той действително се жени и завършва право във Виена.
През 1938 година, малко след анексията на Австрия от Германия, Валдхайм става член на Германската националсоциалистическа работническа партия, а след това и на СА. Той е мобилизиран в армията през 1941 година и е изпратен на Източния фронт. Следващата година е пратен на Балканите, където е офицер за свръзка и преводач в германски и италиански части.
Много австрийци и до днес смятат, че „скандалът Валдхайм“ е заговор с цел уронване на престижа на австрийския президент.